# Bruinrode weegbreesnuitkever
De bruinrode weegbreesnuitkever (Trichosirocalus troglodytes) is een kever behorend tot de snuitkevers.

## Kenmerken
De kevers zijn (exclusief de slurf) 2,3-2,9 mm lang. Ze zijn meestal roodbruin tot donkerbruin van kleur met verschillende witachtige lengtestrepen. Rijen heldere, rechtopstaande borstelharen lopen over de dekschilden. Mannetjes hebben een ruggengraat op hun voorste scheenbeen.

## Verspreiding
De soort komt voor in grote delen van Europa. Het is bekend van de Britse eilanden en Scandinavië. In Midden-Europa is de soort niet ongewoon. In het zuiden strekt het voorkomen zich uit tot westelijk Noord-Afrika, in het oosten tot het Nabije Oosten en Siberië.

## Levenswijze
De overwinterende imago's zijn vanaf half maart waar te nemen. In het voorjaar leggen de vrouwtjes hun eieren op smalle weegbree (Plantago lanceolata). De uitgekomen larven nestelen zich in hun waardplant en ontwikkelen zich in de wortelhals. De larve boort in de basis van de bloemstengel en daalt af tot in de penwortel. De verpopping vindt later in de grond plaats. De adulten van de nieuwe generatie verschijnen vanaf juli.